# Vịnh Ambracia

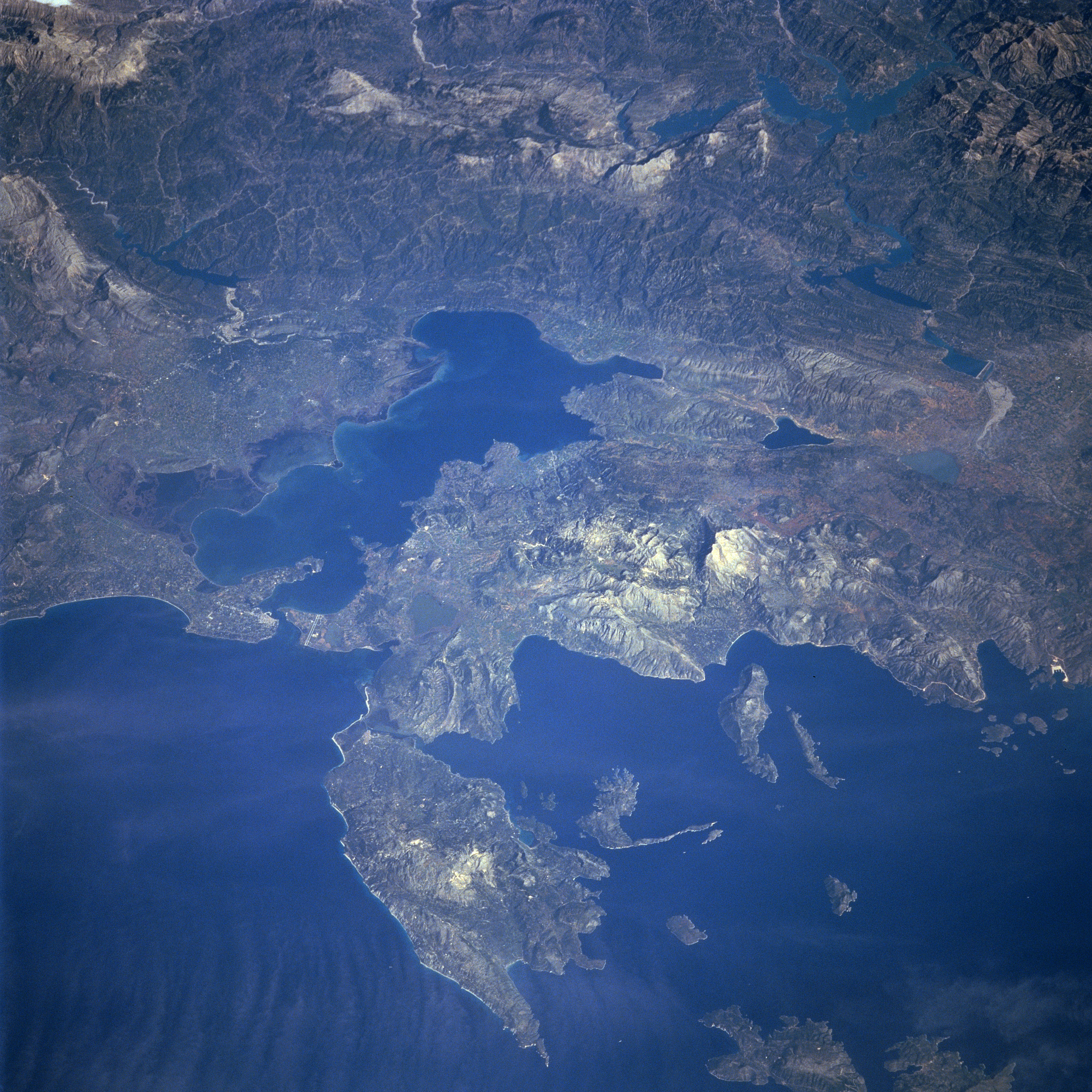
Vịnh Ambracia, nhìn từ Phi thuyền con thoi tháng 11 năm 1994.

Vịnh Ambracia, cũng gọi là Vịnh Arta hoặc Vịnh Actium, và trong một số tài liệu chính thức gọi là Vịnh Amvrakikos (tiếng Hy Lạp: Αμβρακικός κόλπος), là một vịnh của Biển Ionia, ở tây bắc Hy Lạp.

## Địa lý
Vịnh Ambracia dài khoảng 40 km, rộng khoảng 15 km, là một trong các vịnh khép kín lớn nhất ở Hy Lạp. Các thành phố Preveza, Amphilochia (tên cũ Karvassaras), và Vonitsa nằm trên bờ vịnh này.
Lối vào vịnh qua một kênh rộng 700 m, giữa thành phố Aktio (Actium cũ) ở phía nam và Preveza ở phía bắc. Một đường hầm mới được xây dựng nối giao thông giữa 2 thành phố trên.  Vịnh này hoàn toàn nông, bờ vịnh có nhiều đầm lầy cắt ngang. Phần lớn các đầm lầy này tạo thành một hệ thống cửa sông.
Các sông Louros và Arachthos (cũng gọi là sông Arta) chảy vào vịnh này; do đó nước trong vịnh ấm hơn và ít mặn hơn nước biển Ionia. Vịnh này có nhiều cá đối, cá dẹp (cá bơn) và cá chình.
Vịnh mang tên thành phố cổ Ambracia nằm gần bờ vịnh. Tên khác là do từ thành phố thời trung cổ và hiện đại Arta, nằm tại cùng vị trí của thành phố Ambracia cổ.
Từ ngày Hy Lạp độc lập (Hiệp ước Constantinopolis (1832)) tới cuộc Chiến tranh Balkan thứ hai (Hiệp ước Bucharest, 1913), vịnh Ambracia tạo thành một phần biên giới giữa Vương quốc Hy Lạp và Đế quốc Ottoman.
Các di tích của nhiều thành phố cổ nằm trên bờ vịnh này, như Nicopolis, Argos Ippatum, Limnaea, Olpae và Actium ở lối vào vịnh - nơi diễn ra Trận Actium nổi tiếng vào năm 31 trước Công nguyên.